# 샤트네
샤트네 (Châtenay)는 프랑스 오베르뉴론알프 앵주의 코뮌이다.

## 지리
샤트네는 동브 지역의 일부를 이루고 있으며 벨 강변에 자리해 있다. 코뮌 주변으로는 생니지에르데제르, 동피에르쉬르벨, 샬라몽, 빌레트쉬랭 등의 코뮌과 경계를 접한다.

## 역사
역사적으로는 15세기 문헌부터 샤트네라는 지명이 등장한다.

## 인구
| 연도 | 인구 | ±%    |
| ---- | ---- | ----- |
| 2004 | 335  | —     |
| 2006 | 335  | +0.0% |
| 2007 | 336  | +0.3% |
| 2008 | 337  | +0.3% |
| 2009 | 338  | +0.3% |
| 2010 | 352  | +4.1% |
| 2011 | 352  | +0.0% |
| 2012 | 346  | −1.7% |
| 2013 | 339  | −2.0% |
| 2014 | 332  | −2.1% |
| 2015 | 334  | +0.6% |
| 2016 | 333  | −0.3% |

## 명소
- 옛 기사령 유적 - 13세기 성 요한 예루살렘 수도사들이 지은 곳
- 비아르 성 - 1378년경 클로드 베르제가 지은 성
- 몽샹 성

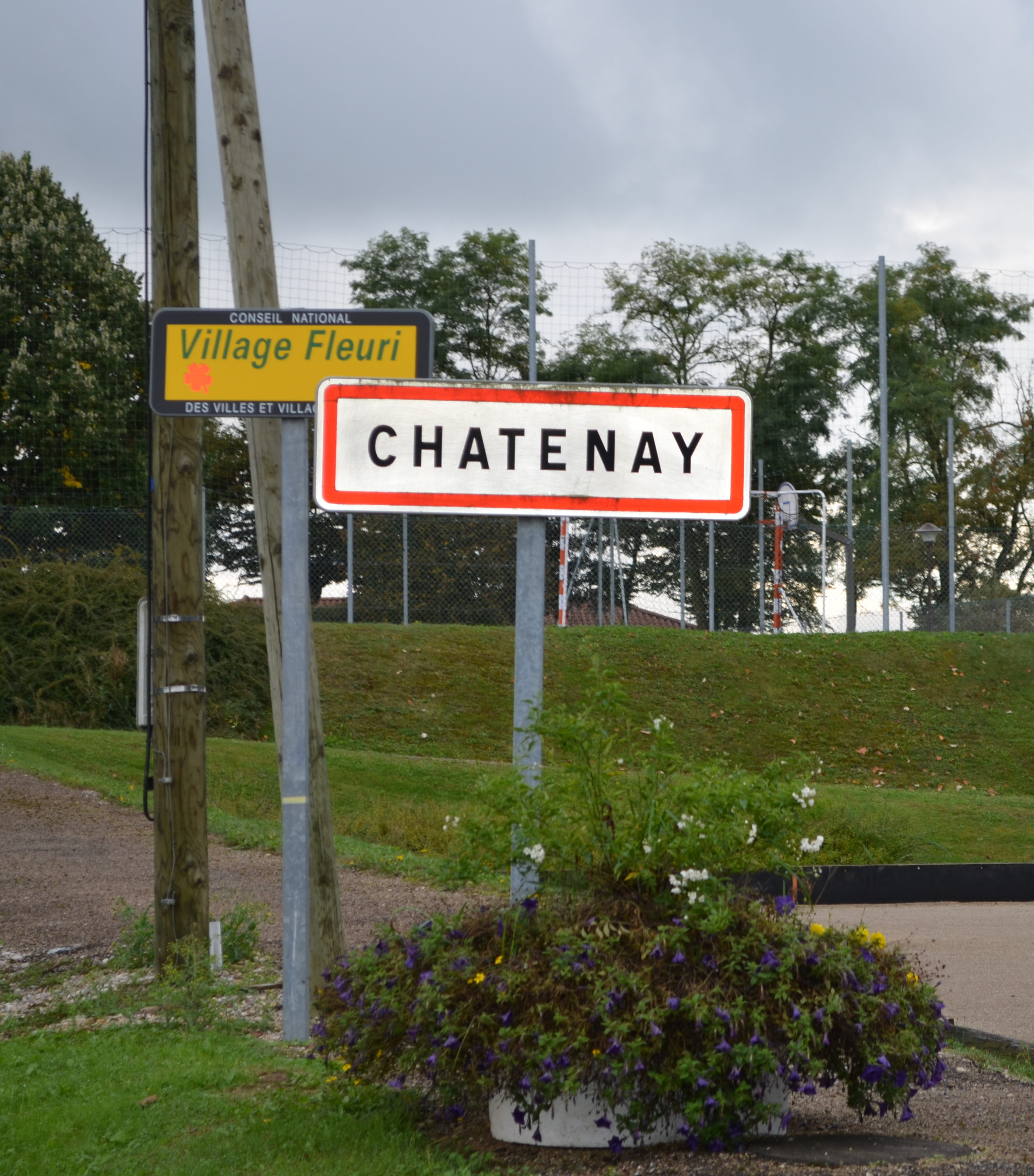
샤트네 입구 표지판
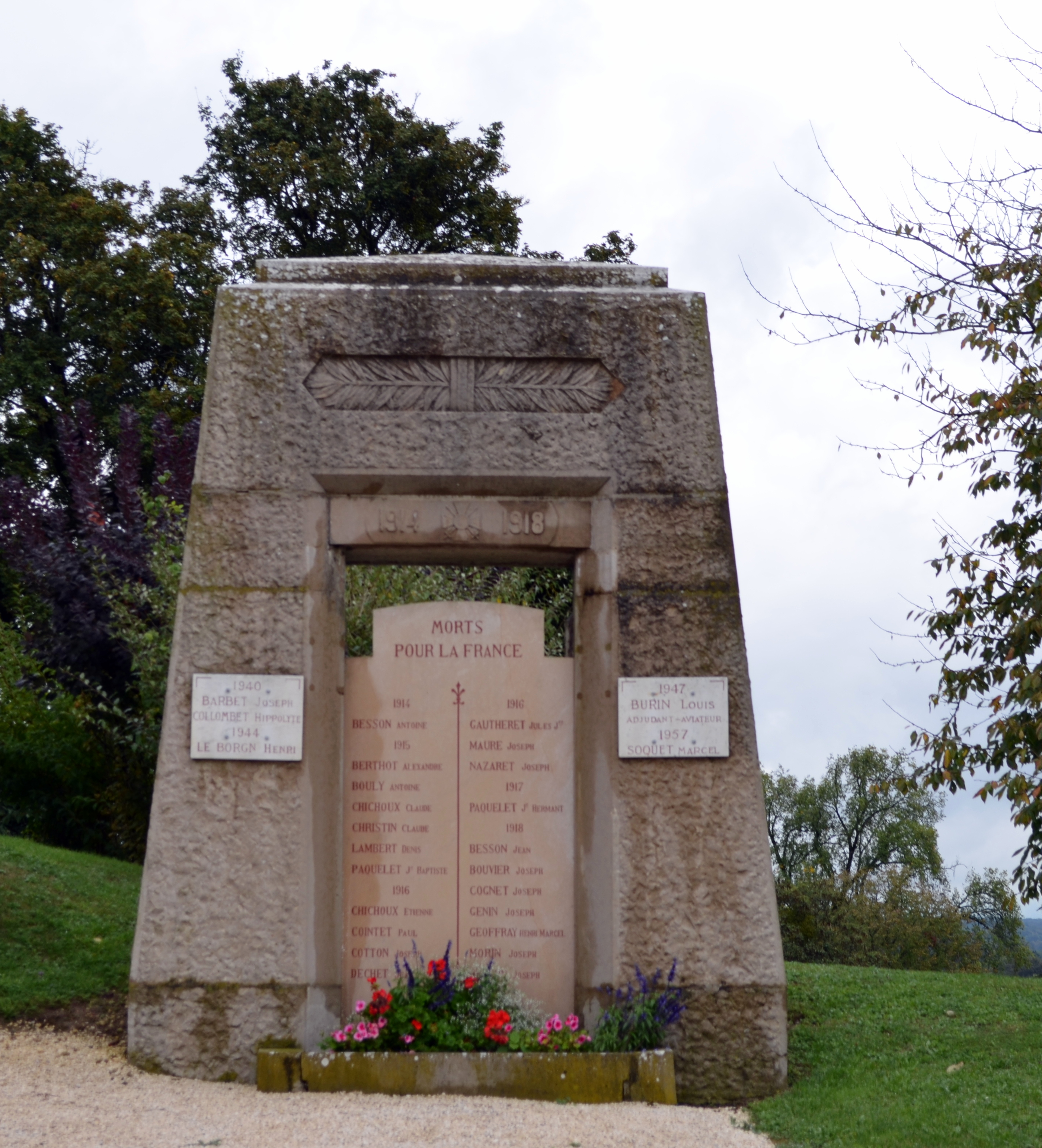
샤트네 위령비
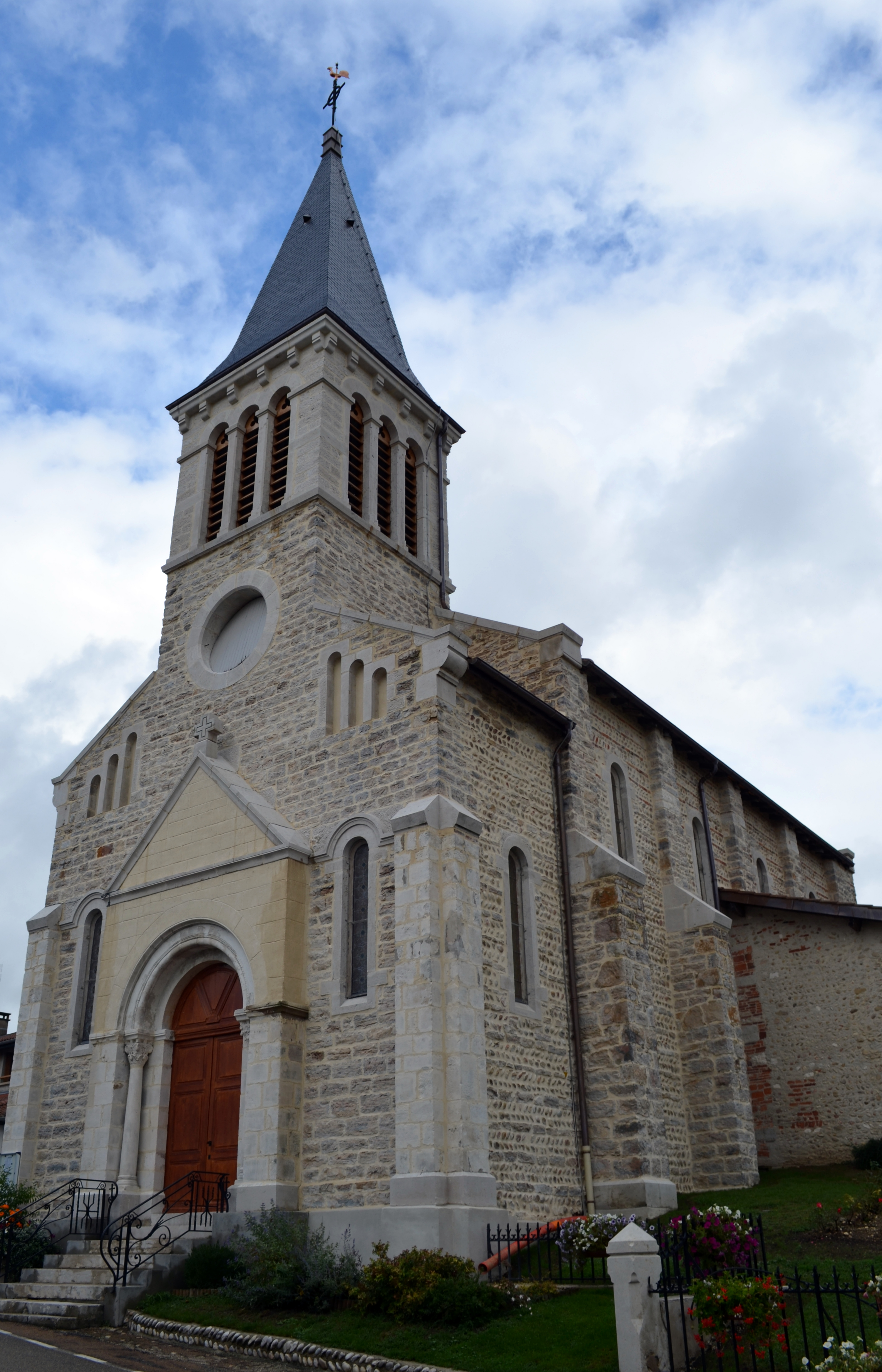
마을 교회

## 같이 보기
- 앵 주의 코뮌 목록